# Eduardo Invierno
Eduardo Osvaldo Invierno (n. Buenos Aires, el 8 de agosto de 1929-f. ib., el 25 de noviembre de 2009) fue un aviador naval militar perteneciente a la Armada Argentina. Alcanzó la jerarquía de Capitán de Navío y fue titular del Servicio de Inteligencia Naval entre 1976 y mediados de 1977 en el marco del Proceso de Reorganización Nacional.

## Carrera

### Primeros años
Eduardo Invierno ingresó a la Escuela Naval Militar el 26 de diciembre de 1947 y egresó de dicha academia de formación de oficiales militares el 5 de diciembre de 1952 como guardiamarina entre los últimos puestos en orden de mérito: 120 sobre 140 egresados. Uno de sus compañeros de promoción fue el guardiamarina Ramón Antonio Arosa, que egresó con el mejor promedio y culminó su carrera naval como titular de la fuerza durante el gobierno del doctor Raúl Ricardo Alfonsín.
Su primer destino lo encontró a a Invierno a bordo del guardacostas ARA Pueyrredón y posteriormente ingresó a la Escuela de Aviación Naval donde se formó como piloto. Siendo Teniente de Corbeta, su primer destino como aviador naval fue en la Escuadrilla de Ataque de la Escuadra Aeronaval N° 3.

### Participación en el bombardeo sobre Plaza de Mayo
Fue precisamente que mientras Invierno revistaba en la Escuadrilla de Ataque de la Escuadra Aeronaval N° 3 se plegó al intento de golpe de Estado impulsado principalmente por oficiales de la Armada que culminó en los Bombardeos sobre la Plaza de Mayo el 16 de junio de 1955.
La escuadrilla de aviadores navales rebeldes que integró el Teniente de Corbeta Eduardo Invierno se componía de trece AT-6 Texan. Dichas aeronaves fueron piloteados por el teniente de corbeta Máximo Rivero Kelly (0342/3-A-29); Guardamarina Armando Román (0352/3-A-23, derribado); Capitán de Corbeta Santiago Sabarots, tenientes de Navío Héctor Florido, Eduardo Velarde, Tomás Orsi; Tenientes de Fragata Alfredo Mac Dougall, Raúl Robito, Heriberto Frind, Carlos García Boll; Tenientes de Corbeta José M. Huergo, Julio Cano, José de Demartini, Luis Suárez y el propio Eduardo Osvaldo Invierno; Guardiamarinas César Dennehy, Eduardo Bisso (derribado sobre Ezeiza), Héctor Cordero, Sergio Rodríguez, Horacio Estrada y Juan Romanella. La escuadrilla de interceptores leales al gobierno que confrontó a la escuadrilla rebelde que integraba el biografiado se componía de aviones Gloster Meteor y era tripulada por los tenientes primeros Juan García (volando el I-039, al mando), Mario Luis Olezza (I-077), Osvaldo Rosito (I-090) y el teniente Ernesto Adradas (I-063), todos miembros de la Fuerza Aérea Argentina.
Una vez finalizados los combates aéreos y bombardeos, la mayoría de las tripulaciones de las aeronaves sublevadas se dirigieron a Uruguay, donde fueron asilados por el gobierno de ese país. Eduardo Invierno fue uno de los que logró ingresar a dicho país. Al no poder ser juzgado en su país, el Consejo Supremo de las Fuerzas Armadas resolvió privarlo in absentia de su estado militar junto al resto de los militares insurrectos asilados en suelo uruguayo.

### Reincorporación al servicio activo y destinos posteriores
Una vez que Juan Domingo Perón fue desalojado del gobierno mediante un golpe de Estado ejecutado el 16 de septiembre de 1955, tanto Eduardo Invierno como los demás civiles y militares que formaron parte de los sucesos del 16 de junio de 1955 fueron amnistiados y, en el caso del personal militar, reincorporados a servicio activo nuevamente. Fue entonces que Invierno fue enviado a prestar servicios a la Dirección General del Personal Naval.
Posteriormente sirvió en la Segunda Escuadrilla de Patrulleros de la Escuadra Aeronaval N° 2 y más adelante fue destinado a servir en el Grupo Aeronaval del Grupo Naval Antártico.
Revistó luego en la Escuadrilla de Instrucción de la Escuela Naval Militar y tras ello, fungió en la Escuadrilla del Comando de Transportes Aeronavales para luego ser transferido al Servicio de Inteligencia Naval. Eduardo Invierno retornó a las labores de aviador naval al ser enviado a la Base Aeronaval Comandante Espora, y luego a integrar la Escuadra Aeronaval N° 5. Retornó a la Escuadra Aeronaval N.°3 como jefe de la Primera Escuadrilla de Ataque.
A la Escuela de Aviación Naval retornó como instructor y cumplido ese período se lo derivó al Estado Mayor Naval. Invierno luego se capacitó en la Escuela de Guerra Naval y con posterioridad fue comandante de la Primera Escuadrilla de Caza y Ataque. Formó parte de la Agrupación Naval de su país en los Estados Unidos y al regresar fue enviado a servir en calidad de jefe de la Tercera Escuadrilla de Caza y Ataque.
Entre sus últimos destinos lo encontraron primero como integrante de la plana mayor del Comando de Aviación Naval y luego como jefe de la Escuadra Aeronaval N° 3 para finalmente ser enviado a la Dirección General de Instrucción Naval hasta finales de 1975.

### Jefe del Servicio de Inteligencia Naval
Habiéndose ganado el favor del titular de la Armada, Almirante Emilio Eduardo Massera, el entonces Capitán de Fragata Eduardo O. Invierno fue designado por el primero como jefe del Servicio de Inteligencia Naval (SIN) el 9 de febrero de 1976.
La designación de Eduardo Invierno al frente del espionaje de la Armada significó una rareza ya que para ese cargo se suele designar a oficiales superiores con la jerarquía de Contralmirante o Vicealmirante. A causa de ello y por ser considerado un ladero dependiente de Massera, el biografiado era visto con enfado y resquemor por la cúpula de la marina de guerra. Como director del SIN, Eduardo Invierno tenía mando directo sobre el Grupo de Tareas 3.3 y sus apéndices o subdivisiones.
Hacia fin de mayo de 1977, Invierno fue relevado del cargo pero se mantuvo en funciones dentro de la órbita del espionaje naval hasta el 15 de mayo de 1979.
Fue promovido a la jerarquía de Capitán de Navío el 31 de diciembre de 1977.

#### Caso Branca
El llamado "Caso Branca" es uno de los episodios más resonantes en los que se vio envuelto el jefe de la inteligencia naval Eduardo Invierno, quien se destaca por haber participado personalmente en la desaparición y posterior asesinato del empresario Fernando Arturo Branca ―un empresario mayorista de papel reciclado, representante de la empresa Durbin Inc. (en Miami) a través de Durbin Sudamericana S.A. (en Buenos Aires), y propietario en la zona de Rauch (provincia de Buenos Aires) de tres mil hectáreas destinadas a la explotación agrícola y separado de Martha Rodríguez-McCormack (amante del jefe de la armada Emilio Massera).
Tras una violenta discusión entre Branca y McCormack, la mujer le dijo: "Le voy a avisar a Massera la trampa del negocio que le hiciste resolver, entonces que Dios te ayude." Al día siguiente, Branca fue invitado junto a su pareja de entonces (Cristina Larentis) a navegar en el yate naval. Larentis adujo que no podría concurrir pero Branca aceptó. La cita estaba pactada para las 15 horas del 28 de abril de 1977. Tras salir de sus oficinas de trabajo, Branca regresó al inmueble que compartía con su expareja y le dijo, preocupado, que sentía que lo estaban persiguiendo. De hecho, alguien lo llamó para recordarle que lo esperaban en el Apostadero Naval de San Fernando para pasear en el yate del jefe naval. Sin embargo salió en su vehículo rumbo al norte del conurbano. En ese trayecto se estima que fue interceptado y encañonado por Eduardo Invierno y el teniente de fragata Jorge Carlos Radice.
Llegada la noche se desconocía el paradero de Fernando Branca y un ayudante de Massera llamó a la oficina del empresario preguntando el motivo de su ausencia a la cita pactada con el jefe naval. Lo propio hizo con la pareja de Branca, Cristina Larentis. La mujer se puso en contacto con el círculo íntimo del empresario y los puso al corriente de los sucesos. Ese grupo de amigos de Branca pidió audiencia inmediata con el comandante de la Armada para solicitar su colaboración. Munidos con una vasta documentación fueron recibidos por el almirante que los derivó, garantizando que colaborarían, con dos subordinados suyos quienes resultaron ser Eduardo Invierno y Jorge Radice. Jamás recibieron la documentación que aportaron. Mientras Invierno y su asistente Radice comienzan las "investigaciones" infructuosas, es el propio capitán Invierno quien comienza una telaraña de enajenación de bienes de Fernando Branca en Argentina y Estados Unidos, mediante las oportunas y necesarias firmas del propio Fernando Branca (que ya estaba desaparecido).
Entrevistado por el medio gráfico Noticias, Fernando Branca hijo declaró que, investigando por propia cuenta, cree que su padre estuvo cautivo un tiempo, al menos el necesario para que el entorno de colaboradores de Massera lograse apropiarse de los bienes de su padre. En dicho reportaje, el hijo de Branca sumó otra intriga al caso: en un campo en la localidad bonaerense de Norberto de la Riestra, una amiga de la exesposa de Branca encontró una boleta datada del año 1981 con firma de Fernando Arturo Branca en la que se le prescribía medicaciones. También narró que al momento de su desaparición, su padre era poseedor de un patrimonio cercano a los treinta millones de dólares estadounidenses, tres propiedades en los Estados Unidos, un departamento en Avenida del Libertador, acciones, campos, una flota de autos y dinero en efectivo. Todo ese patrimonio se esfumó junto con el paradero del empresario. Tras acceder a las chequeras emitidas para su padre por bancos en Estados Unidos detectó que a absolutamente a todas les faltaba al menos un cheque y que las cuentas fueron vaciadas en menos de un par de días tras la desaparición del empresario y que tampoco pudieron recuperar el campo que le pertenecía.
Otro episodio turbio circundante a este caso tuvo lugar cuando Marta McComarck, concurridos 24 meses de la desaparición de Branca, amenazó veladamente a su primer exmarido: “A vos no te pasa lo de Branca nomás porque sos el padre de mis hijos”. Sucede que César Blaquier, primer esposo de Marta, trataba de hacerse de la custodia de sus hijos tras el matrimonio de McCormack con Branca. Para eso, contrató a uno de los abogados más prestigiosos del momento, Ismael Bruno Quijano, quien había sido ministro de Justicia del general Alejandro Lanusse. En medio de la querella, Quijano fue secuestrado por un presunto  grupo “terrorista” que lo mantuvo en cautiverio por casi 60 días, tras el pago de un rescate de 250.000 dólares. Tras esto, Quijano desistió en saber nada más con ese caso y ningún abogado en Buenos Aires quiso patrocinar a Blaquier.
El 17 de junio de 1983, el juez federal Oscar Salvi ordenó la detención de quien fue su compañero de estudios secundarios Emilio Massera en la causa que investigaba la desaparición y el aparente homicidio de Branca. La declaración de Massera fue extensa y el testimonio de Guillermo Patricio Kelly fue de vital importancia para la causa. Se les dictó prisión preventiva a Marta Rodríguez McCormack y el capitán de navío Eduardo Invierno. Según la investigación, ellos habían sido los ideólogos de la desaparición y despojo patrimonial del empresario, y el capitán Inviemo participó en el operativo de secuestro de Branca. Pero para ese momento, la relación de McCormack con el Almirante ya había terminado. A Eduardo Invierno se le adujo la responsabilidad de que en sus gestiones para "investigar" las circunstancias de la desaparición de Branca, hizo todo lo posible para empantanar y dilatar un eventual esclarecimiento de esos hechos, incurriendo en el delito de "omisión de denuncia y destrucción de elementos probatorios".

#### Caso del Teniente de Fragata Jorge Devoto
El Teniente de Fragata retirado Jorge Alberto Devoto fue a entrevistarse el 21 de marzo de 1977 al Edificio Libertad, sede del comando en Jefe de la Armada. Devoto tenía intención de averiguar el paradero y la suerte de su suegro, el exjuez Antonio Bettini, quien había sido secuestrado setenta y dos horas antes. Allí se señala que fue recibido y entrevistado por el titular del Servicio de Inteligencia Naval, Capitán Eduardo Osvaldo Invierno. No hay constancia oficial que certifique que Jorge Devoto haya salido nuevamente de dicho edificio. 
Posteriormente se supo, por declaraciones de Adolfo Scilingo, que Devoto fue arrojado al mar en los vuelos de la muerte con vida pero, a diferencia de los demás prisioneros, sin haber sido sedado. A Jorge Devoto se lo arrojó al mar consciente por su condición de militar. De acuerdo al testimonio del propio Scilingo, piloto de aquellos vuelos “a Devoto lo tiraron despierto, por traidor”.

#### Implicancias en los casos de Elena Holmberg y Marcelo Dupont
Según investigaciones detalladas en el libro "Argentinos: Quinientos años entre el Cielo y el Infierno" del periodista Jorge Lanata, tanto el Capitán de Navío Eduardo Invierno como el Teniente de Fragata Jorge Carlos Rádice serían los autores materiales directos de los asesinatos de la diplomática Elena Holmberg y del publicista Marcelo Dupont.
Holmberg fue abordada por personas armadas en un vehículo y abducida en la vía pública el 20 de diciembre de 1978, tras retirarse del Ministerio de Relaciones Exteriores. Su cuerpo fue encontrado en estado de descomposición a la vera del río Luján, en Tigre, siendo reconocida posteriormente por su primo Alejandro Agustín Lanusse. Pudieron determinar que los restos pertenecían a Elena Holmberg por los pedazos de un vestido blanco a lunares. Llamó la atención un detalle lúgubre: en el cajón sólo había partes de lo que alguna vez había sido la mujer asesinada. Las piezas óseas del esqueleto pesaban exactamente siete kilogramos, encontrándose “prácticamente limpio, sugiriendo claramente que habían intentado borrar su identidad”. El 12 de enero de ese año, fue promovida post mortem a la categoría "E", Secretaria de Embajada y Cónsul de primera categoría por la Resolución Ministerial N° 17/79.
El caso del publicista Marcelo Dupont, hermano del diplomático Gregorio Dupont y allegado a la desaparecida diplomática Elena Holmberg, tuvo lugar el 30 de septiembre de 1982 y guarda una obvia relación existente entre su deceso y el conocimiento que él, o su hermano, pudieran tener sobre los móviles del asesinato de Elena Holmberg. Gregorio, hermano del publicista, declaraba en el proceso judicial por la desaparición y asesinato de Holmberg. Las declaraciones vertidas por éste comprometieron directamente al Almirante Emilio Massera. La señora Holmberg le había confiado al declarante sobre lo que descubrió: el Almirante Emilio Massera impulsado por sus ambiciones políticas personales, habría traicionado a sus pares de la Junta Militar Jorge Rafael Videla y Orlando Ramón Agosti reuniéndose con el líder montonero Mario Firmenich, y entregándole una abultada suma de dinero (más de un millón de dólares), a cambio de una delación para exterminar lo que quedaba activo de esa organización en Europa. El conocimiento de esos detalles habría sido la causa de su secuestro y asesinato. En horas de la tarde del 30 de septiembre de 1982, el publicista Marcelo Dupont se apersonó en la oficina del publicista Iván Allende Iriarte, algo rutinario para esta persona. Ese día en particular se mostró visiblemente alterado porque creía que un Ford Falcon oscuro lo estaba siguiendo. El señor Dupont fue secuestrado esa misma tarde y su cuerpo apareció el 7 de octubre de 1982, arrojado desde un edificio en construcción en Palermo Chico. Se buscó simular la escena como un accidente, pero en el cuerpo de la víctima se encontraron visibles y abundantes quemaduras concordantes con el uso ensañado de picana eléctrica.

### Agregado naval
El último destino en servicio activo del Capitán de Navío Eduardo Invierno fue el de Agregado Naval en la República Oriental del Uruguay, a partir del 15 de enero de 1980. En su función de agregado, secundó al embajador Santiago Omar Riveros. Invierno estuvo en ese destino hasta el primer trimestre de 1982, cuando pasó a retiro. Su pase a retiro efectivo quedó vigente a partir del 1 de junio de 1982.

## Últimos años y fallecimiento
Ya retirado, estuvo ligado al Centro Naval como socio vitalicio y en 2007 fue vocal de la Comisión Directiva de la Asociación Promoción 79 de la Escuela Naval Militar.
El Capitán de Navío Eduardo Invierno falleció a los ochenta años, el 25 de noviembre de 2009 en la Ciudad de Buenos Aires.